# Westringia
Westringia  é um gênero botânico da família Lamiaceae, nativo da Austrália.

## Espécies
Composto por 42 espécies:
Westringia amabilis Westringia angustifolia Westringia blakeana
Westringia brevifolia Westringia capitata Westringia cephalantha
Westringia cheelii Westringia cinerea Westringia crassifolia
Westringia cremnophila Westringia dampieri Westringia davidii
Westringia discipulorum Westringia eremicola Westringia fruticosa
Westringia glabra Westringia grandifolia Westringia grevillina
Westringia kydrensis Westringia longelpedunculata Westringia longepedunculata
Westringia longifolia Westringia lucida Westringia lurida
Westringia parvifolia Westringia quaterna Westringia raleighii
Westringia rigida Westringia rosmarinacea Westringia rosmariniformis
Westringia rubiaefolia Westringia rubiifolia Westringia rupicola
Westringia saxatilis Westringia senifolia Westringia sericea
Westringia serpyllifolia Westringia tenuicaulis Westringia triphylla
Westringia viminalis Westringia violacea Westringia williamsonii
Westringia Hybriden

## Nome e referências
Westringia J.E. Smith, 1797